# Schönau (Lindau)

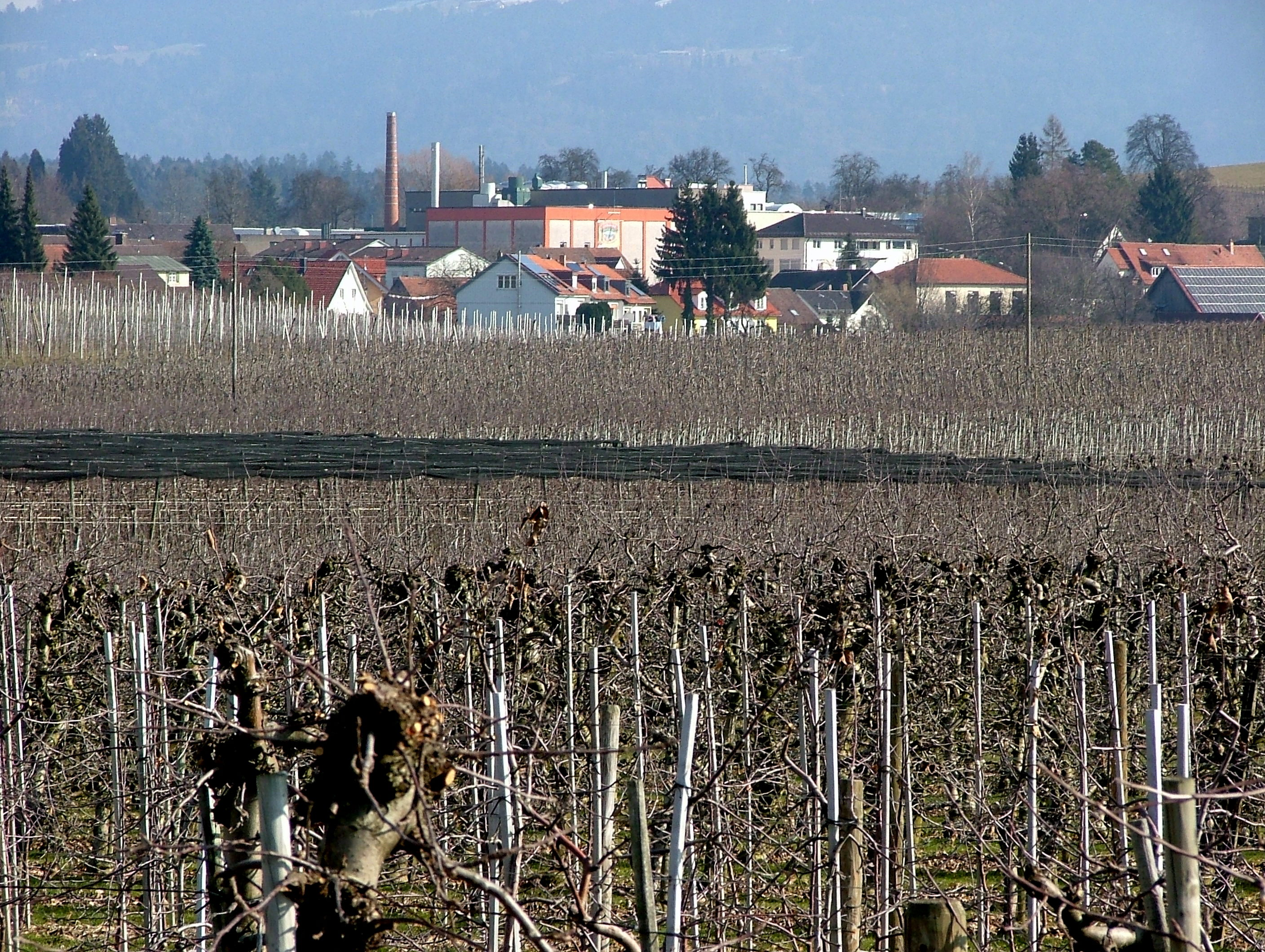
Schönau (2011)

Schönau (mundartlich: tSchönau dussə oder Schennə) ist einer der zwölf Stadtteile der Großen Kreisstadt Lindau (Bodensee).

## Geografie
Schönau liegt nördlich des Lindauer Stadtteils Hoyren, von diesem getrennt durch den Entenberg. Im Nordosten und Nordwesten liegen die Pfarrdörfer Unterreitnau und Oberreitnau, im Osten der Stadtteil Hochbuch. Im Westen grenzt Schönau an die Gemeinde Bodolz.
Nördlich von Schönau am Dachsberg entspringt der Nonnenbach.
Schönau gehört zur Gemarkung Hoyren, die der früheren Gemeinde Hoyren entspricht.

## Geschichte
Schönau wurde erstmals 1356 als Schönnow erwähnt. Der Name bedeutet schöne Au. Im Ort wurde ein Burgstall namens Burgele erwähnt. Am 1. Februar 1922 erfolgte die Eingemeindung der Gemeinde Hoyren und damit auch Schönaus nach Lindau. Im Jahr 1960 wurde der Haltepunkt Schönau an der Bahnstrecke Buchloe–Lindau aufgegeben.

## Unternehmen
In Schönau befindet sich das Werk der Lindauer Bodensee-Fruchtsäfte GmbH.

## Infrastruktur
Der Nahverkehr des Stadtteils wird durch den Stadtbus Lindau abgedeckt.

## Persönlichkeiten
- Leo Dempfle (* 1942), Agrarwissenschaftler